# Cielos Airlines
Cielos Airlines, comumente chamada pelo antigo nome Cielos del Peru, é uma Linha aérea cargueira com sede em Callao, Lima, Peru. Opera voos regulares e charter domésticos ou internacionais. Seu principal hub é o Aeroporto  Internacional Jorge Chávez, Lima.

## História
A empresa foi fundada em 1997 e iniciou suas operações em 1998. Em 31 de Janeiro de 1998, a Export Air foi fundida com a Cielos depois que esta última comprou a maior parte de suas ações. A empresa pertence a Alfonso Conrado Rey (70%), Francisco Berniwson (15%) e Manuel Eduardo Francesqui Navarro (15%).
Iniciou as operações com um Boeing 707 e um McDonnell Douglas MD-11 arrendado. A frota cresceu para um total de 8 aeronaves ao fim de 2006.

## Frota

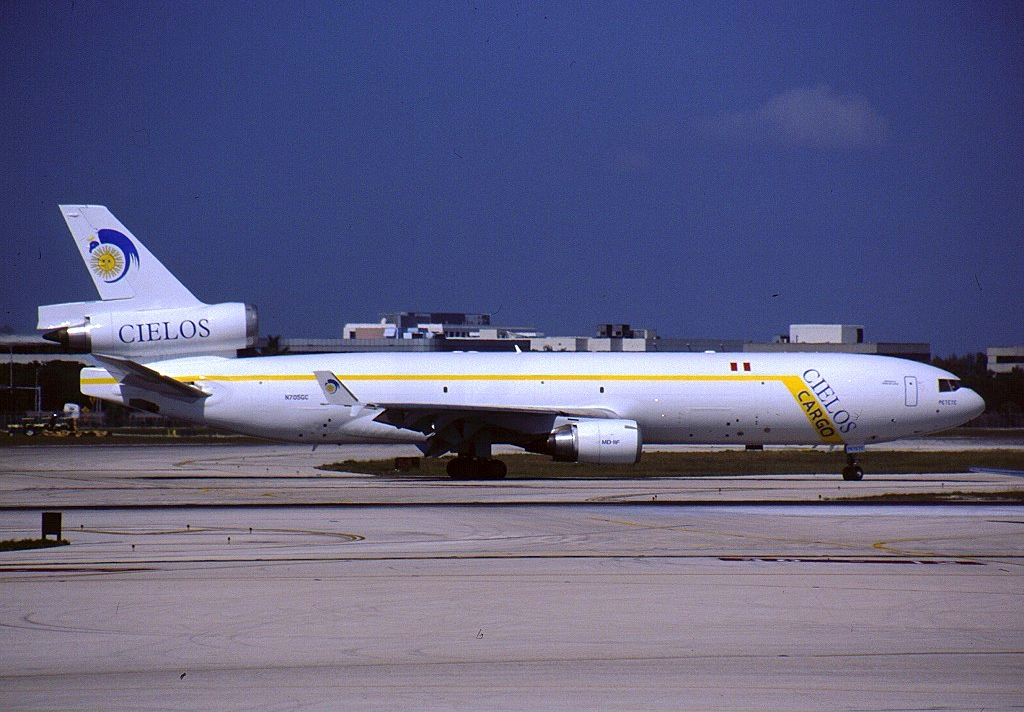
MD-11 da Cielos Airlines.

A frota da Cielos Airlines era em Março de 2007:
- 4 McDonnell Douglas DC-10-30F

As aeronaves da frota da Cielos Airlines fleet são batizados de: Petete, Petete II, Petete III, ... Possui o nome do filho do dono da empresa, sendo Petete o significado de pacificador na língua local.